# Coulongé
Coulongé ist eine französische Gemeinde mit 512 Einwohnern (Stand 1. Januar 2022) im Département Sarthe in der Region Pays de la Loire; sie gehört zum Arrondissement La Flèche und zum Kanton Le Lude. 
Nachbargemeinden von Coulongé sind: Le Lude, Aubigné-Racan, Sarcé, Pontvallain, Mansigné und Luché-Pringé.

## Bevölkerungsentwicklung
| 1962                       | 1968 | 1975 | 1982 | 1990 | 1999 | 2006 | 2011 | 2021 |
| -------------------------- | ---- | ---- | ---- | ---- | ---- | ---- | ---- | ---- |
| 607                        | 562  | 532  | 466  | 497  | 541  | 577  | 565  | 510  |
| Quellen: Cassini und INSEE |      |      |      |      |      |      |      |      |

## Sehenswürdigkeiten
- Kirche St. Lubin (12. Jahrhundert)

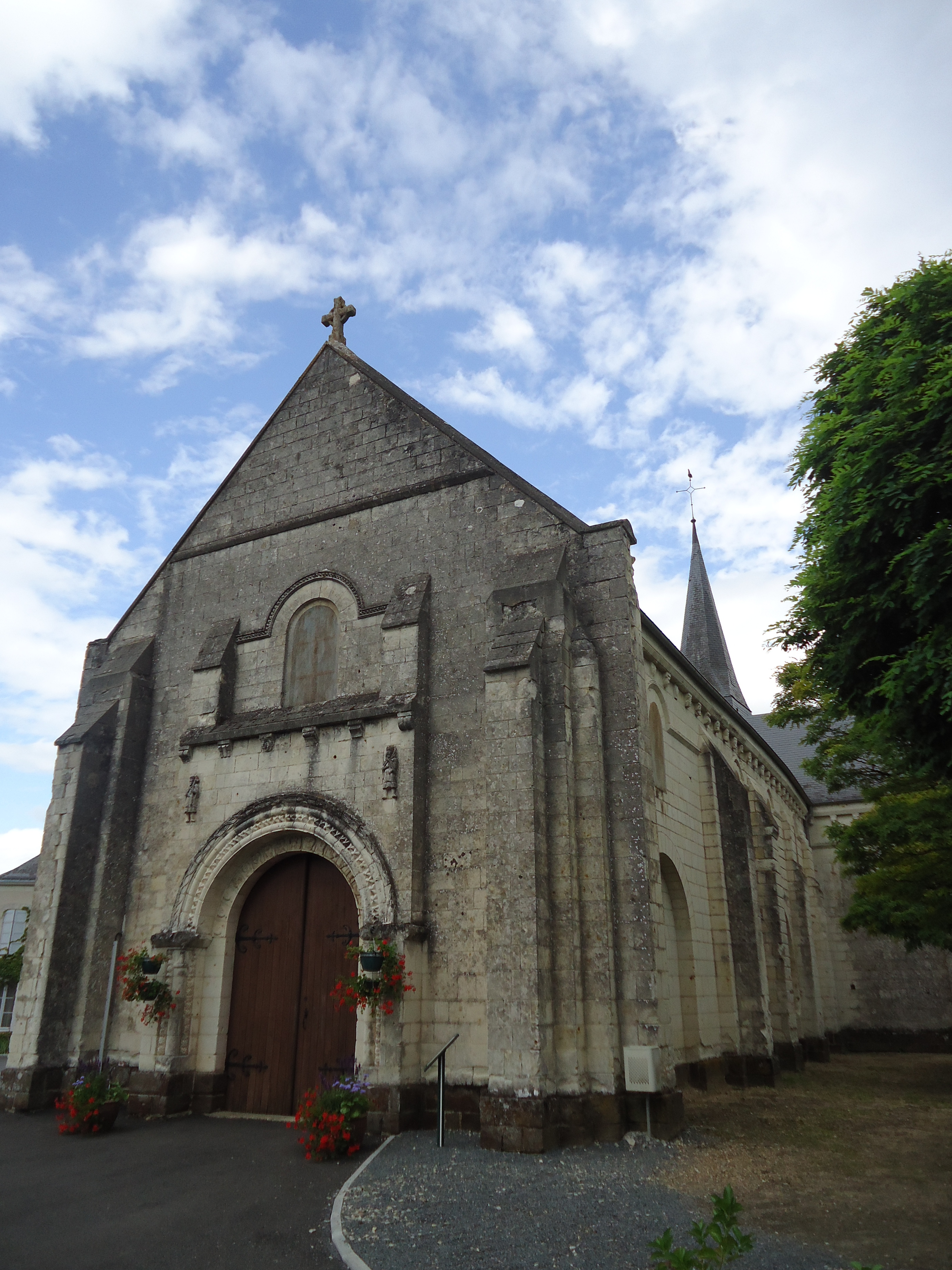
Kirche St. Lubin

- Kapelle St. Hubert